# Lujo Tončić-Sorinj
Lujo Tončić-Sorinj (* 12. travnja 1915. u Beču; † 20. svibnja 2005. u Salzburgu) bio je austrijski diplomat i političar (Austrijska narodna stranka -ÖVP) i generalni tajnik Vijeća Europe.

## Život
Tončić-Sorinj potječe iz diplomatske obitelji oplemenjene u Austro-Ugarskoj Monarhiji (plemeniti Sorinj). Otac mu je bio konzul u Džedi (Jeddah), djed s očeve strane namjesnik u Dalmaciji, a djed s majčine strane, Adolf Ritter von Plason de la Woestyne, bio je dvorski savjetnik i ministarski vijećnik u austrougarskom Ministarstvu vanjskih poslova. Tončić-Sorinj pohađao je Humanističku gimnaziju u Salzburgu. Nakon studija prava, filozofije i povijesti slavistike na Sveučilištu u Beču i Sveučilištu u Zagrebu predavao je jezike u vojnoj službi za nadzor zračnog prostora (njem. Luftnachrichtentruppe) njemačkog Wehrmachta tijekom Drugog svjetskog rata.
Tončić-Sorinj je od 1945. bio pročelnik političkog odjela Austrijskog instituta za gospodarstvo i politiku u Salzburgu, član izaslanstva austrijskog UNESCO-a i savjetodavne skupštine Europskog vijeća. Od 8. studenoga 1949. do 5. lipnja 1966. bio je zastupnik Austrijske narodne stranke-ÖVP pri Narodnom vijeću, a od 19. travnja 1966. do 19. siječnja 1968. Ministar vanjskih poslova u vladavini Austrijske narodne partije- ÖVP pod kancelarom Josefom Klausom. Pod njegovim je pokroviteljstvom sadržajno koncipirano i ispregovarano Pitanje Južnog Tirola. Intenzivnim pregovaranjem postigao je proširenje kompetencija državne vlade Južnog Tirola s 90 na 136 (tzv. "Südtirol-Paket"), te se Tončić-Sorinj na temelju osnivanja tzv. „Operacijskog kalendara“ kojeg je i Italija prihvatila, i koji služi provedbi i jamčenju obećanja, smatra ocem rješenja pitanja autonomije Južnog Tirola. Na temelju njegovih radova put do rješenja za Južni Tirol završen je dosljedno i uspješno pod njegovim nasljednikom, ministrom vanjskih poslova Kurtom Waldheimom.
Druga težišta njegovog rada čine i izgradnja multilateralnih odnosa Austrije s Europskim vijećem i Ujedninjenim narodima (između ostalog u putu osnivanja podružnica organizacija UNO-a UNIDO i IAEO u Beču), izrada novih smjernica austrijske vanjske politike prema zemljama Dunava, jačanje odnosa s četiri sile potpisnice austrijskog državnog ugovora, te austrijskim susjednim zemljama, posebno Čehoslovačkom i Jugoslavijom, kao i izrada novih smjernica austrijske politike prema Bliskom i Dalekom istoku, Latinskoj Americi i Africi.
Od 1969. do 1974. Tončić-Sorinj obnašao je dužnost Glavnog tajnika Europskog vijeća.
1992. godine je zbog „vezanost uz Dalmaciju“ zatražio hrvatsko državljanstvo. Tadašnja vlada mu je nakon nekog vremena zabranila dvojno državljanstvo, premda je to tada bila uobičajena pravna praksa. Prema tome je trebao izgubiti svoje austrijsko državljanstvo i otići u političku mirovinu. Nakon što je predao dokumente koji su dokazivali nezakonitost stjecanja hrvatskog državljanstva, mogao je ostati Austrijanac.

## Knjige
- "Svijet Hrvata na početku trećeg milenija" 2016.

- Tončić-Sorinj, Lujo (2002.): Die Welt der Kroaten am Beginn des dritten Jahrtausends, Verlagsbuchhandlung Ulricke Šulek, Brühl
- Tončić-Sorinj, Lujo (1998): Usamljena borba Hrvatske: Od pobjede jezika do pobjede oružja, Hrvatska sveucilisna naklada/Hrvatski institut za povijest, Zagreb
- Tončić-Sorinj, Lujo (1991.): "Am Abgrund vorbei. Die Überwindung der Katastrophen des 20. Jahrhunderts.", Julius Raab Stiftung für Forschung und Bildung und Politische Akademie, Wien
- Tončić-Sorinj, Lujo (1988.): "Albanien. Grösse und Tragik der Skipedaren.", Knoth Verlag, Melle
- Tončić-Sorinj, Lujo (1982): "Erfüllte Träume. Kroatien. Österreich. Europa.", Amalthea Verlag, Wien

## Vanjske poveznice
- http://www.parlament.gv.at/WWER/PAD_01384/index.shtml]
- Književnost iz i oko Lujo Tončić-Sorinj
- [http://austria-forum.org/Search.jsp?category=Austria-Forum&sname=name%2Csuchbegriff&query=Toncic-Sorinj&searchType=default&useShortcuts=y&useSynonyms=n&doFuzzy=y&minResults=15}
- [neaktivna poveznica] u online arhivu Austrijske medijateke (Debate u Parlamentu, intervjui i radijski prilozi)